# Clohars-Carnoët
Clohars-Carnoët (tiếng Breton: Kloar-Karnoed) là một xã của tỉnh Finistère, thuộc vùng Bretagne, miền tây bắc Pháp.

## Dân số
Người dân ở Clohars-Carnoët được gọi là Cloharsiens.